# Nash Metropolitan
La Metropolitan è un'autovettura subcompact prodotta dalla Nash Motors dal 1954 al 1962.
Il modello è stato venduto anche con il marchio Hudson. La Nash e la Hudson, infatti, si fusero nel 1954 a formare la American Motors Corporation (AMC). La vettura divenne poi un marchio a sé stante nel 1958, cioè dopo la decisione presa dalla AMC di rinominare tutti i modelli del gruppo - tranne la Metropolitan - con il marchio Rambler.

## Il contesto

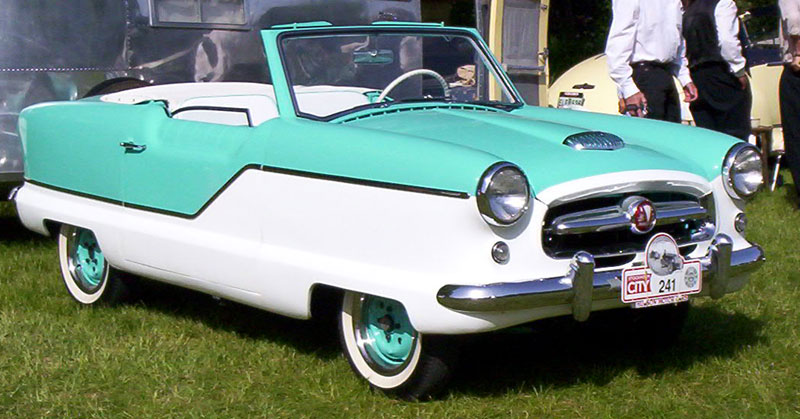
Una Hudson Metropolitan cabriolet del 1957

Nonostante la maggior parte delle case automobilistiche degli Stati Uniti stesse perseguendo una strategia mirata a produrre modelli sempre più grandi, la Nash Motors - con l'obiettivo di offrire ai clienti statunitensi un'alternativa dal prezzo più accessibile e quindi dalle dimensioni più contenute - decise di lanciare sui mercati un modello compatto. La Metropolitan, questo il nome della nuova vettura, venne progettata negli Stati Uniti e fu basata su un prototipo, l'NXI (acronimo di "Nash Experimental International"). Questo prototipo fu realizzato per testare le reazioni del pubblico automobilistico statunitense nei confronti di una vettura di queste dimensioni. I risultati positivi di tale test portarono la Nash a prendere la decisione di produrre in serie la Metropolitan.
In seguito ad un'analisi dei costi compiuta dalla Nash, fu deciso di produrre il modello fuori dagli Stati Uniti. In questi ultimi, si sarebbero infatti fabbricati alcuni componenti, mentre la maggior parte della vettura sarebbe stata realizzata dalla Austin Motor Company (la meccanica) e dalla Fisher and Ludlow (la carrozzeria). La Austin, poi, avrebbe eseguito l'assemblaggio finale.
La Metropolitan fu il primo modello statunitense ad essere prodotto interamente in Europa. Il modello era disponibile in due versioni, berlina due porte e cabriolet due porte. Il nuovo modello venne originariamente chiamato "NKI Custom", ma due mesi prima del lancio ufficiale, nel marzo 1954, il nome fu cambiato in "Metropolitan".

## Caratteristiche tecniche

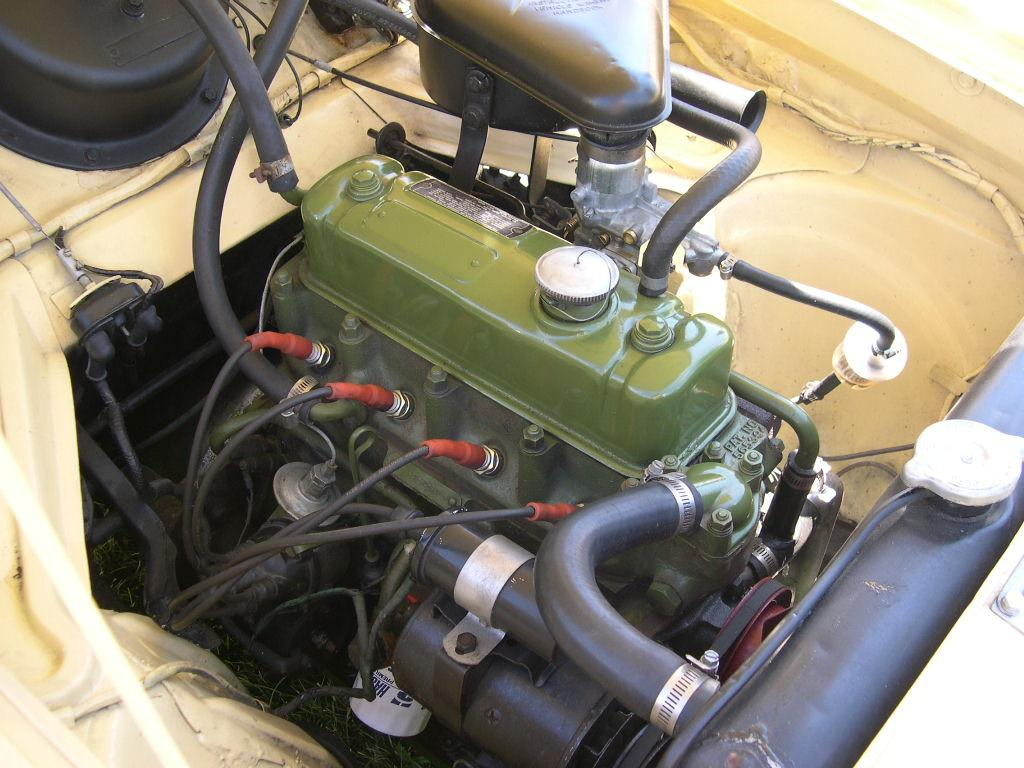
Il motore da 1,5 L installato sulla Nash Metropolitan

La produzione iniziò nell'ottobre del 1953 nello stabilimento Austin di Longbridge. La Metropolitan era, per quanto riguarda le dimensioni, più piccola del Volkswagen Maggiolino ed era dotata di un motore a quattro cilindri in linea a valvole in testa da 1,2 L di cilindrata che derivava da quello montato sulla Austin A40 Devon/Dorset.
La trazione era posteriore, mentre il cambio era manuale a tre rapporti. In seguito, nel 1956, fu introdotto un motore a quattro cilindri in linea da 1,5 L, che derivava questa volta da quello montato sulla Austin A50 Cambridge. La verniciatura del corpo vettura era bicolore. Nel 1959 venne realizzato un aggiornamento che coinvolse la linea, la carrozzeria ed il motore.

## La fine della produzione
La produzione terminò nel 1961, anche se il modello restò in vendita anche nel 1962. Di Metropolitan, negli Stati Uniti ed in Canada, ne furono vendute circa 95.000 esemplari. Nonostante questo numero non fosse relativamente elevato, la Metropolitan è stata una delle vetture importate negli Stati Uniti di maggior successo.

## La commercializzazione all'estero
Nell'ottobre 1956, la Austin ricevette l'approvazione dalla AMC per la commercializzazione della Metropolitan in alcune altre nazioni dove il gruppo automobilistico statunitense era presente. Pertanto, dall'aprile del 1957, le Metropolitan furono commercializzate anche in altri mercati (come, ad esempio, quello britannico). In totale, in questi mercati, vennero commercializzati circa 9.400 esemplari. Qui, la vendita del modello terminò nel 1961.